# Fritz Spiegl
Fritz Spiegl (* 27. Jänner 1926 in Zurndorf, Burgenland; † 23. März 2003 in Liverpool) war ein britischer Komponist, Schriftsteller und Journalist österreichischer Herkunft. 
Geboren in Zurndorf als Sohn einer jüdischen Mutter, konnte er 1939 wie seine Schwester durch einen Kindertransport nach England fliehen. Spiegl studierte an der Royal Academy of Music und war Flötist im Royal Liverpool Philharmonic Orchestra. 
Für die BBC komponierte er das Radio 4 UK Theme, ein Medley berühmter Volkslieder aus allen Teilen des Vereinigten Königreichs. Das Stück diente als Kennmelodie des BBC-Radiokanals Radio 4 und erklang von 1978 bis 2006 jede Nacht zum Sendeschluss. Als es aus dem Programm gestrichen wurde, beschäftigten die Proteste aufgebrachter Hörer sogar das House of Commons.

## Werke
- 1966: How to Talk Proper in Liverpool (Lern Yerself Scouse S.)
- 1983: Keep Taking the Tabloids. What the Papers Say and How They Say It
- 1986: The Joy of Words. A Bedside Book for English Lovers
- 1996: Fritz Spiegl's Book of Musical Blunders and other Musical Curiosities; ISBN 1-86105-075-5
- 1997: The Lives, Wives and Loves of the Great Composers, Verlag Marion Boyers Inc, 2000, ISBN 0-7145-2917-6
- 1998: An Illustrated Everyday History of Liverpool and Merseyside
- 2001: MuSick Notes: A Medical Songbook, Informa Healthcare 2002, ISBN 1-84214-086-8